# Habítame siempre
Albums de Thalía
Primera Fila
(2009)
Singles
Habitame siempre est le treizième  album studio de Thalía, sorti le 19 novembre 2012. L'album se compose de 15 titres, et contient des collaborations avec Robbie Williams, Michael Bublé, Gilberto Santa Rosa, Prince Royce, Erik Rubin, Leonel García, Samuel Parra et Jesús Navarro, entre autres chainsons.
Comme Thalía a déclaré, elle considère  « Habitame Siempre »  comme le meilleur album de sa carrière et qu’il contient une qualité exceptionnelle en ce qui concerne la musique et les paroles aussi. Le premier single « Manias » a été diffusé dans le monde entier comme single digital le 8 octobre 2012.  En quelques heures, il a entré les charts digitales de plus de 20 pays. 
Après le succès de son précédent album «  Primera Fila » , l'album est considéré[Qui ?] comme  un des albums les plus attendus de l’année.

## Liste des titres
| No  | Titre                                                                  | Auteur                                         | Producteur(s)                                       | Durée |
| --- | ---------------------------------------------------------------------- | ---------------------------------------------- | --------------------------------------------------- | ----- |
| 1.  | Habítame siempre                                                       | Mario Domm, Maria Bernal                       | Cheche Alara                                        | 4:01  |
| 2.  | Con los años que me quedan (avec Leonel García, Jesús Navarro et Samo) | Gloria Estefan, Emilio Estefan Jr.             | Walter Afanasieff, Cheche Alara                     | 4:56  |
| 3.  | Manías                                                                 | Raul Ornelas                                   | Cheche Alara                                        | 3:49  |
| 4.  | Te perdiste mi amor (avec Prince Royce)                                | Prince Royce, Guianko Gómez, Jorge Luis Chacín | Prince Royce, "Yanko" Gomez, Efraín "Junito" Dávila | 3:40  |
| 5.  | No soy el aire                                                         | Miguel Luna                                    | Cheche Alara                                        | 4:06  |
| 6.  | Bésame mucho (avec Michael Bublé)                                      | Consuelo Velázquez                             | Humberto Gatica                                     | 3:39  |
| 7.  | Regalito de Dios                                                       | Edgar Alfredo Zabaleta                         | Cheche Alara                                        | 3:12  |
| 8.  | Tómame o déjame                                                        | Juan Carlos Calderón                           | Cheche Alara                                        | 3:39  |
| 9.  | Muñequita linda (Te quiero dijiste) (avec Robbie Williams)             | María Grever                                   | Cheche Alara                                        | 3:34  |
| 10. | Bésame                                                                 | Ricardo Montaner, Chacín                       | Cheche Alara                                        | 4:36  |
| 11. | Dime si ahora (avec Gilberto Santa Rosa)                               | Beatriz Luengo, Yotuel Romero, Ahmed Barroso   | Cheche Alara                                        | 4:42  |
| 12. | Ojalá                                                                  | Omar Alfanno, Andres Castro, Edgar Barrera     | Cheche Alara                                        | 3:41  |